# Foldit
Foldit (littéralement « Pliez-la », sous-entendant « pliez la protéine ») est un jeu vidéo expérimental sur le repliement des protéines, développé en collaboration entre le département d'informatique et de biochimie de l'université de Washington. La version bêta a été publiée en mai 2008. Les joueurs tentent de résoudre un problème que les ordinateurs ne savent pas résoudre. Version humaine de Rosetta@home et développée par la même équipe, Foldit utilise les algorithmes de ce dernier, notamment pour le calcul d'énergie des protéines. De nombreux puzzles proposés aux joueurs de Foldit sont d'ailleurs issus de prévisions calculées par Rosetta. Un autre exemple de jeu comme celui-ci est le jeu ESP (en).

## But
Le processus par lequel les êtres vivants créent la structure primaire des protéines, la biosynthèse des protéines, est assez bien compris. Cependant, déterminer comment la structure primaire d'une protéine se transforme en une structure tridimensionnelle, c'est-à-dire comment la molécule se « plie », est plus difficile. Le processus général est connu, mais la prédiction des structures protéiques est un calcul compliqué.
Foldit tente d'utiliser les capacités naturelles du cerveau humain pour résoudre ces problèmes. Les puzzles actuels sont basés sur des protéines qui sont déjà comprises ; c'est en analysant la façon dont les humains abordent ces puzzles que les chercheurs espèrent améliorer les algorithmes employés par les logiciels de pliage des protéines.

## Méthode
Foldit fournit une série de tutoriels dans lesquels l'utilisateur manipule des structures de protéines. L'application affiche une représentation graphique de la structure de la protéine, et l'utilisateur peut alors la manipuler à l'aide d'un ensemble d'outils.
Lorsque la structure est modifiée, un « score » correspondant au niveau d'énergie de la protéine est calculé en fonction de la façon dont elle est pliée. Une liste des meilleurs scores pour chaque puzzle est enregistrée.
Les joueurs peuvent automatiser certaines tâches à l'aide de scripts surnommés « recettes ». Ces scripts, écrits en Lua ont fait l'objet d'une publication de l'équipe de Foldit dans le journal PNAS, certains des algorithmes proposés par ces recettes atteignant des efficacités proches des algorithmes professionnels.

## Résultats
Bloqués depuis plus de 10 ans par la complexité de la protéase rétrovirale du virus M-PMV (Mason-Pfizer monkey virus), les chercheurs n'arrivaient pas à trouver sa structure tridimensionnelle. Cette structure est essentielle pour identifier des sites potentiels que pourraient cibler des protéines-médicament. Ils ont alors décidé de passer par Foldit et au bout de 3 semaines seulement, la revue Nature Structural & Molecular Biology publie la structure 3D de l'enzyme, citant au passage les « joueurs » ayant participé à sa découverte comme coauteurs. Maintenant les biologistes peuvent commencer à chercher des molécules (protéines) capables d'inhiber cette protéase. Si une telle molécule est trouvée, la reproduction du VIH serait empêchée et l'infection stoppée.